# Diaz-Spitze
Die Diaz-Spitze (auch Dias-Spitze, offiziell englisch Diaz Point) ist ein Sporn der Lüderitz-Halbinsel, welche bei der Stadt Lüderitz in Namibia liegt. Die rund 500 Meter weiter östlich jenseits der Sturmvogelbucht gelegene Angra-Spitze, ebenfalls auf der Lüderitz-Halbinsel, grenzt direkt an die Lüderitzbucht. Die Diaz-Spitze ragt rund 50 m in den Südatlantik. 
Zu besichtigen ist eine 1921 gefertigte Kopie des Originalkreuzes von Bartolomeu Dias, einer Kreuzsäule, die er hier – gleich den Kreuzsäulen am Kreuzkap – am 25. Juli 1488 aufgestellt hat. Teile des über die Jahrhunderte verwitterten Originalkreuzes befinden sich im Deutschen Historischen Museum in Berlin.
Der Zugang zum Diaz-Kreuz bei Lüderitz ist seit Mitte November 2014 über die zerstörte hölzerne Brücke nicht mehr möglich. Der Aufstieg zum Kreuz kann deshalb nur bei Ebbe beziehungsweise niedrigem Wasserstand über die vorgelagerten Felsen erfolgen. Eine neue Brücke soll errichtet werden.[veraltet]

## Leuchtfeuer Diaz-Spitze
Während der deutschen Kolonialherrschaft wurden an der Diaz-Spitze zwei Leuchtfeuer gebaut. Das einstöckige Leuchtfeuer von 1903 war nur 4 Meter hoch. Es wurde 1910 durch einen schlanken rot-weißen Leuchtturm mit 35 Metern Höhe ersetzt. Dieser Turm ist zwar erhalten, jedoch inzwischen außer Betrieb. Modernere Techniken wie z. B. durch Funkfeuer oder mittels Satelliten (GPS) sind inzwischen übliche Hilfsmittel zur Navigation im Schiffsverkehr.

## Fotogalerie

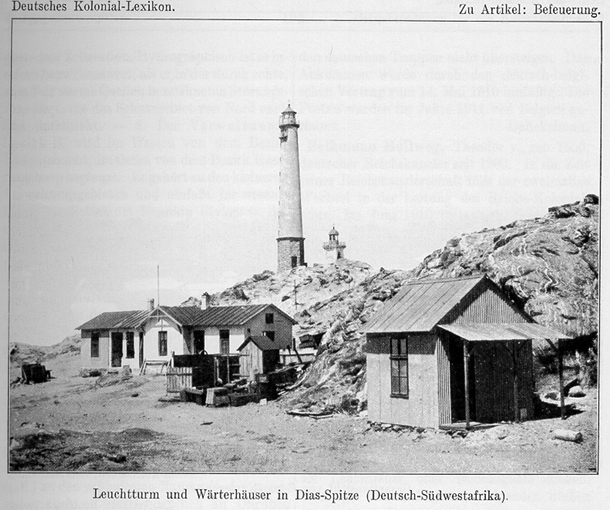
Großer und kleiner Leuchtturm nebst Wärterhäusern an der Diaz-Spitze (vor 1914)
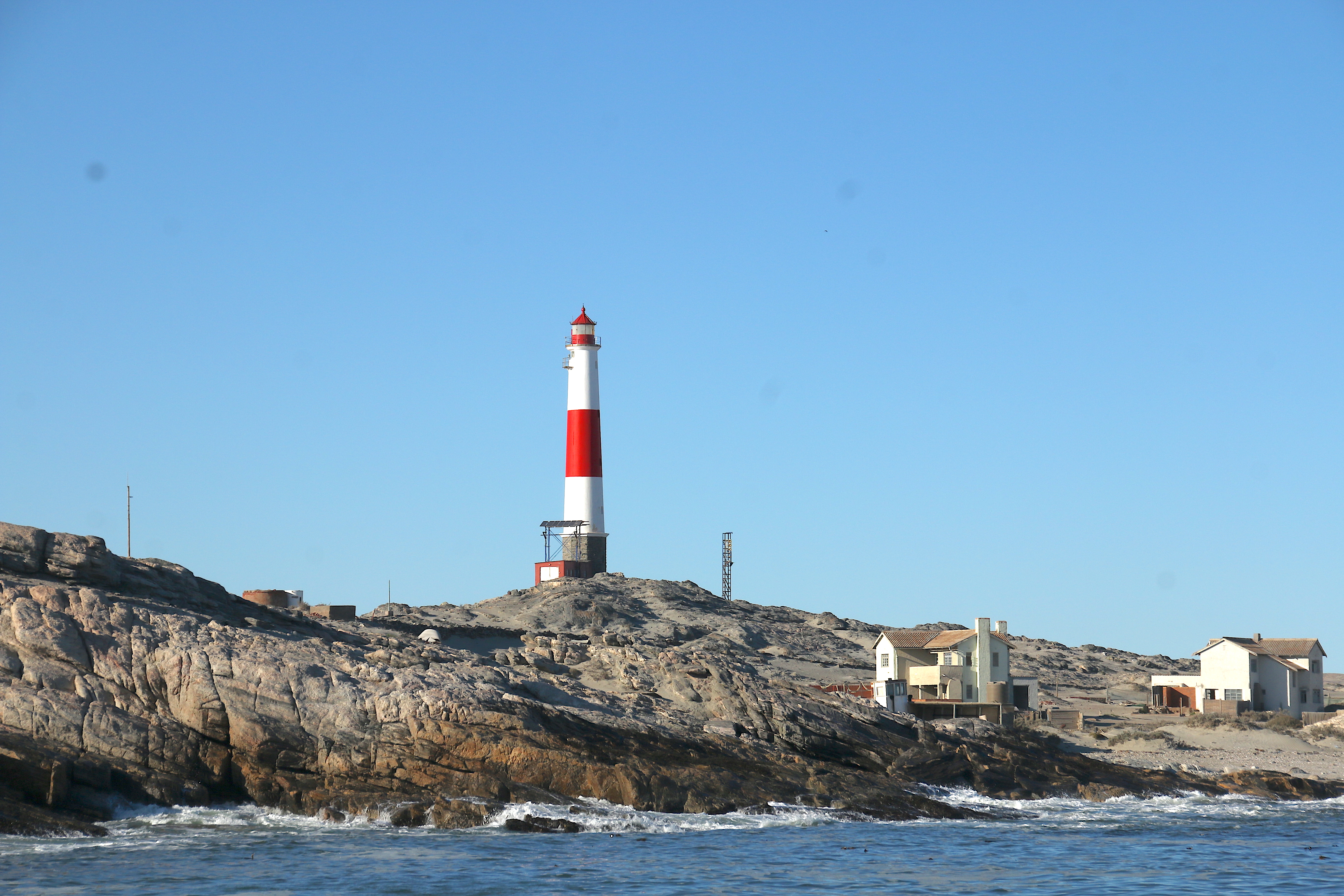
Leuchtturm beim Diaz-Point (2022)
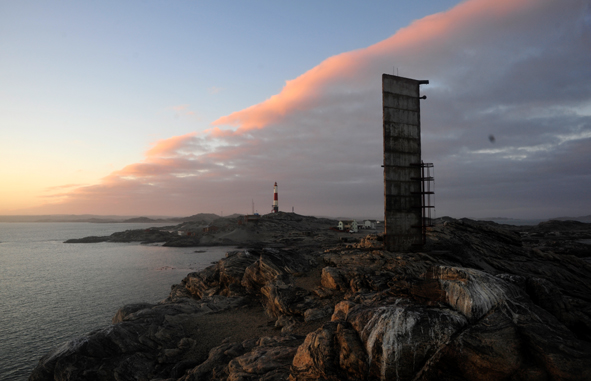
Nebelhornturm beim Diaz-Point (2012)